# Chaudron-en-Mauges
Chaudron-en-Mauges ([ʃoˈdʁɔ̃ ɑ̃ ˈmoʒ] ⓘ) ist eine Ortschaft und ehemalige französische Gemeinde mit 1458 Einwohnern (Stand: 1. Januar 2022) im Département Maine-et-Loire in der Region Pays de la Loire. Sie gehörte zum Arrondissement Cholet. Die Einwohner werden Caldéronnais und Caldéronnaises genannt.
Der Erlass des Präfekten vom 5. Oktober 2015 legte mit Wirkung zum 15. Dezember 2015 die Eingliederung von Chaudron-en-Mauges als Commune déléguée zusammen mit den früheren Gemeinden Montrevault, La Boissière-sur-Èvre, La Chaussaire, La Salle-et-Chapelle-Aubry, Le Fief-Sauvin, Le Fuilet, Le Puiset-Doré, Saint-Pierre-Montlimart. Saint-Quentin-en-Mauges und Saint-Rémy-en-Mauges zur Commune nouvelle Montrevault-sur-Èvre fest.

## Geografie

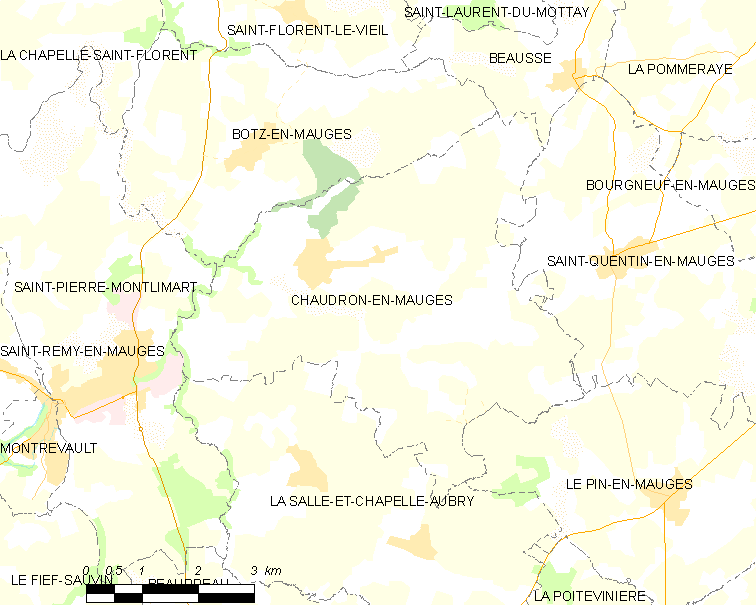
Karte von Chaudron-en-Mauges

Chaudron-en-Mauges liegt etwa 39 Kilometer südwestlich von Angers, etwa 27 Kilometer nordnordwestlich von Cholet und etwa 44 Kilometer ostnordöstlich von Nantes in der Région naturelle der Mauges, Teil der historischen Provinz des Anjou.
Der Ort befindet sich im Einzugsgebiet der Loire und wird vom Ruisseau de l’Étang oder Ruisseau de Saint-Germain entwässert, der ihn im Nordwesten begrenzt, ferner vom Ruisseau de Guiangé, vom Ruisseau de la Droille, vom Ruisseau du Pont Laurent, vom Ruisseau de Charruau, der ihn im Westen begrenzt, sowie von kleineren Fließgewässern.
Das Ortsgebiet ist wenig bewaldet, sein Bodenrelief zeigt eine hügelige Landschaft an den südöstlichen Ausläufern des Armorikanischen Massivs mit tendenziell nach Nordosten hin höheren Erhebungen bis 146 m. Das Ortszentrum liegt auf etwa 70 m, der niedrigste Punkt wird mit 25 m Höhe beim Austritt des Ruisseau du Pont Laurent aus dem Ortsgebiet gemessen.
Umgeben wird Chaudron-en-Mauges von zwei Nachbargemeinden und drei Communes déléguées von Montrevault-sur-Èvre:
|                                                | Mauges-sur-Loire                                  |                                                |
| Saint-Pierre-Montlimart (Montrevault-sur-Èvre) | Kompassrose, die auf Nachbargemeinden zeigt       | Saint-Quentin-en-Mauges (Montrevault-sur-Èvre) |
|                                                | La Salle-et-Chapelle-Aubry (Montrevault-sur-Èvre) | Beaupréau-en-Mauges                            |

## Etymologie und Geschichte
Der Name des Ortes hat seinen Ursprung im keltischen Calo-durum (deutsch Höhle, Festung). Er könnte aber auch vom lateinischen caldarium (deutsch Backofen, Kochkessel) abgeleitet sein. Frühere Formen des Ortsnamens waren: Caudrum villa (gegen 840), Chalderum (1050), Ecclesiam de Chauldero (1159).
Als Zeugen der Urgeschichte wurden insgesamt 52 Äxte aus polierten Stein sowie ein Gehänge aus durchstoßenen poliertem Quarz auf dem Ortsgebiet gefunden. Nach Tristan Martin existierte ein prähistorisches Festungswerk im Wald von La Grande-Châtaigneraie.
Gegen 1055 überließ Hubert Bord den Mönchen aus der Abtei Saint-Serge eine einfache Kapelle, aus der sich eine Pfarrgemeinde entwickelte. Ein Priorat wurde jedoch nicht gebildet. Guillaume Fruissegault stiftete der Pfarrgemeinde einen Steuerbezirk, die von nun an zur Abtei Saint-Serge gehörte.
Im 12. Jahrhundert gab es eine Lehnsherrenfamilie gleichen Namens, die häufig in den Schriften der Abteien Saint-Serge und Saint-Aubin in Angers auftauchte. Vor dem 15. Jahrhundert gehörte das Lehen zur Grafschaft von Montrevault. Die Lehnsrechte gingen 1602 an Pierre Chenu über, der Sitz des Lehens war von nun an das Schloss von Le Bas-Plessis.
Im 18. Jahrhundert gehörte die Pfarrgemeinde zum Bistum Angers, zum Archidiakonat Outre-Loire, zum Dekanat der Mauges, zur Élection, zur Subdelegation und Bailliage von Angers.
Während der Französischen Revolution drückte die zutiefst katholische Bevölkerung von Chaudron ihre Ablehnung der Zivilverfassung des Klerus aus. 1793 war die gesamte Bevölkerung Anhänger des Aufstands der Vendée, dem Kampf der royalistisch-katholisch gesinnten Landbevölkerung gegen Repräsentanten und Truppen der Ersten Französischen Republik. Am 25. April kam es zu einem Gefecht zwischen Truppen der Konfliktparteien auf dem Ortsgebiet.

## Bevölkerungsentwicklung
| Chaudron-en-Mauges: Einwohnerzahlen von 1793 bis 2020                                                                      | Chaudron-en-Mauges: Einwohnerzahlen von 1793 bis 2020 | Chaudron-en-Mauges: Einwohnerzahlen von 1793 bis 2020 | Chaudron-en-Mauges: Einwohnerzahlen von 1793 bis 2020 | Chaudron-en-Mauges: Einwohnerzahlen von 1793 bis 2020 |
| --- | ----------------------------------------------------- | ----------------------------------------------------- | ----------------------------------------------------- | ----------------------------------------------------- |
| Jahr |                                                       |                                                       |                                                       | Einwohner                                             |
| 1793 | 1793                                                  |                                                       | 1.500                                                 | 1.500                                                 |
| 1800 | 1800                                                  |                                                       | 1.150                                                 | 1.150                                                 |
| 1806 | 1806                                                  |                                                       | 1.199                                                 | 1.199                                                 |
| 1821 | 1821                                                  |                                                       | 1.348                                                 | 1.348                                                 |
| 1831 | 1831                                                  |                                                       | 1.581                                                 | 1.581                                                 |
| 1836 | 1836                                                  |                                                       | 1.641                                                 | 1.641                                                 |
| 1841 | 1841                                                  |                                                       | 1.705                                                 | 1.705                                                 |
| 1846 | 1846                                                  |                                                       | 1.718                                                 | 1.718                                                 |
| 1851 | 1851                                                  |                                                       | 1.802                                                 | 1.802                                                 |
| 1856 | 1856                                                  |                                                       | 1.834                                                 | 1.834                                                 |
| 1861 | 1861                                                  |                                                       | 1.809                                                 | 1.809                                                 |
| 1866 | 1866                                                  |                                                       | 1.775                                                 | 1.775                                                 |
| 1872 | 1872                                                  |                                                       | 1.655                                                 | 1.655                                                 |
| 1876 | 1876                                                  |                                                       | 1.681                                                 | 1.681                                                 |
| 1881 | 1881                                                  |                                                       | 1.696                                                 | 1.696                                                 |
| 1886 | 1886                                                  |                                                       | 1.675                                                 | 1.675                                                 |
| 1891 | 1891                                                  |                                                       | 1.631                                                 | 1.631                                                 |
| 1896 | 1896                                                  |                                                       | 1.613                                                 | 1.613                                                 |
| 1901 | 1901                                                  |                                                       | 1.581                                                 | 1.581                                                 |
| 1906 | 1906                                                  |                                                       | 1.586                                                 | 1.586                                                 |
| 1911 | 1911                                                  |                                                       | 1.637                                                 | 1.637                                                 |
| 1921 | 1921                                                  |                                                       | 1.446                                                 | 1.446                                                 |
| 1926 | 1926                                                  |                                                       | 1.437                                                 | 1.437                                                 |
| 1931 | 1931                                                  |                                                       | 1.369                                                 | 1.369                                                 |
| 1936 | 1936                                                  |                                                       | 1.327                                                 | 1.327                                                 |
| 1946 | 1946                                                  |                                                       | 1.366                                                 | 1.366                                                 |
| 1954 | 1954                                                  |                                                       | 1.441                                                 | 1.441                                                 |
| 1962 | 1962                                                  |                                                       | 1.540                                                 | 1.540                                                 |
| 1968 | 1968                                                  |                                                       | 1.582                                                 | 1.582                                                 |
| 1975 | 1975                                                  |                                                       | 1.517                                                 | 1.517                                                 |
| 1982 | 1982                                                  |                                                       | 1.506                                                 | 1.506                                                 |
| 1990 | 1990                                                  |                                                       | 1.551                                                 | 1.551                                                 |
| 1999 | 1999                                                  |                                                       | 1.409                                                 | 1.409                                                 |
| 2006 | 2006                                                  |                                                       | 1.416                                                 | 1.416                                                 |
| 2013 | 2013                                                  |                                                       | 1.471                                                 | 1.471                                                 |
| 2020 | 2020                                                  |                                                       | 1.431                                                 | 1.431                                                 |
| Quelle(n): EHESS/Cassini bis 1999, INSEE ab 2006 Anmerkung(en): Ab 1962 offizielle Zahlen ohne Einwohner mit Zweitwohnsitz |                                                       |                                                       |                                                       |                                                       |

Der signifikante Bevölkerungsrückgang zwischen 1793 und 1800 ist den Ereignissen des Aufstands der Vendée geschuldet.

## Sehenswürdigkeiten
- Schloss Le Bas-Plessis mit Park, Neubau aus dem 19. Jahrhundert, seit 1992 und 2024 jeweils in Teilen als Monument historique eingeschrieben
- Pfarrkirche Saint-Martin-de-Vertou im neoklassizistischen Stil zwischen 1843 und 1852 neu gebaut
- Kapelle Liberge